# James Herndon
James Herndon (1926–1990) amerikai tanár és író. Két leghíresebb könyve a The Way It Spozed to Be és a How to Survive in Your Native Land. John Holt, George Dennison, Jonathan Kozol, Paul Goodman és Herbert Kohl mellett az 1970-es évek egyik legbefolyásosabb amerikai írójaként tartják számon.

## Írói karrierje
Herndon első könyve, az 1968-ban megjelent Ahogyan a dolgoknak lenniük kellene (vagy Így kéne – The Way It Spozed to Be) tanárkodásának első évét meséli el, amelyet Kalifornia egyik szegény, faji feszültségektől terhes városi iskolájában töltött. E könyvben az író az iskolai rendszer alkalmatlansága felett érzett elkeseredettségének ad hangot, valamint leírja az olvasás tanítása során tett újító próbálkozásait, amelyek miatt végül menesztették azzal az indokkal, hogy nem tud fegyelmet tartani.
Herndon második könyve, a Túlélés saját hazádban (How to Survive in Your Native Land) 1971-ben jelent meg, és az ezt követő tíz év tanári tapasztalatait állítja középpontba. Humoros, feldobott stílusa miatt Kurt Vonneguthoz hasonlították.
1973-ban magánkiadásban adta ki Everything as Expected ('Minden, ahogy számítottunk rá') című könyvét, melyben beszámol akkori felesége, Fran Herndon művészi együttműködéséről Jack Spicer költővel. A Herndon házaspár Jack Spicer San Franciscó-i köréhez tartozott.
A Sorrowless Times ('Bánatmentes idők') James Herndon emlékiratai a II. világháború alatt haditengerészként töltött éveiről. 1981-ben jelent meg.
1985-ben jelentette meg Notes from a Schoolteacher ('Egy tanár feljegyzései') című könyvét, melyben további elmélkedései szerepelnek az amerikai iskolai oktatásról, illetve arról, milyen szerepet töltött be a helyi tanárszövetség elnökeként.

## Művei
- The Way It Spozed to Be (1968) ISBN 0867094079
- How to Survive in Your Native Land (1971, új kiadás 1997) ISBN 0867094087
- Everything as Expected (1973)
- Sorrowless Times (1981) ISBN 0671243217
- Notes from a Schoolteacher ISBN 067162816X

### Magyarul
- Miért kegyetlenek az iskolában a gyerekek egymással című könyv kivonata magyarul Fóti Péter honlapján Archiválva 2012. december 17-i dátummal a Wayback Machine-ben
- Fóti Péter: Cigányok és négerek az iskolában http://www.foti-peter.hu/herndon1.html Archiválva 2012. december 17-i dátummal a Wayback Machine-ben (James Herndon „The Way it Spozed to Be" (A hogyan a dolgoknak lenni kellene) (könyvismertetés)
- Túlélés a saját hazádban 3-5. fejezet magyarul Fóti Péter honlapján J. Herndon: How to Survive in Your Native Land című könyvből Archiválva 2011. január 2-i dátummal a Wayback Machine-ben
- Örömmel várni az olvasásórát? A 9-12. fejezet magyarul a How to Survive in Your Native Land című könyvből  Archiválva 2011. január 12-i dátummal a Wayback Machine-ben